# Quark (Star Trek)
Quark – postać fikcyjna, bohater serialu Star Trek: Stacja kosmiczna. Ferengi, właściciel baru i kasyna U Quarka na stacji Deep Space Nine. Zajmuje się także handlem i innymi, nie zawsze uczciwymi, interesami.
Odtwórcą roli Quarka jest Armin Shimerman.